# Kari Vikhagen Gjeitnes
Kari Vikhagen Gjeitnes (* 13. Januar 1985 in Molde) ist eine ehemalige norwegische Skilangläuferin.

## Werdegang
Gjeitnes nahm von 2003 bis 2020 an Wettbewerben der Fédération Internationale de Ski teil. Ab 2005 trat sie im Skilanglauf-Weltcup und beim Scandinavian Cup an. Dabei holte sie acht Siege und gewann in der Saison 2012/13 die Gesamtwertung des Scandinavian Cups. Bei den Juniorenweltmeisterschaften 2005 in Rovaniemi gewann sie Gold im Sprint. Ihr erstes Weltcuprennen lief sie im März 2005 in Drammen, welches sie mit dem 32. Platz im Sprint beendete. Im März 2006 holte sie in Drammen mit dem 15. Rang im Sprint ihre ersten Weltcuppunkte. Ihre erste Top-Zehn-Platzierung im Weltcup erreichte sie im Februar 2008 in Otepää mit dem neunten Rang im Sprint. Im Januar 2011 schaffte sie mit dem dritten Platz im Teamsprint ihren ersten und bisher einzigen Weltcuppodiumplatz. Ihr bestes Weltcupeinzelergebnis erreichte sie im Februar 2015 in Östersund mit dem vierten Platz im Sprint. Bei den nordischen Skiweltmeisterschaften 2015 in Falun kam sie auf den fünften Rang im Sprint. Zu Beginn der Saison 2016/17 errang sie in Lillehammer bei der Weltcup-Minitour den 23. Platz und beim Scandinavian Cup den dritten Platz im Sprint. Im März 2017 wurde sie Dritte beim Årefjällsloppet.
In der Saison 2017/18 belegte Gjeitnes mit dritten Plätzen beim La Sgambeda und Ylläs–Levi, den achten Platz in der Gesamtwertung der Ski Classics. In der folgenden Saison wurde sie Zweite beim La Diagonela und errang den fünften Platz in der Gesamtwertung der Ski Classics. Nach Platz drei beim Prolog in Livigno und La Venosta zu Beginn der Saison 2019/20, wurde sie beim La Diagonela und Toblach–Cortina jeweils Zweite. Zudem gewann sie den Marcialonga und belegte zum Saisonende den zweiten Platz in der Gesamtwertung der Ski Classics.

## Erfolge

### Siege bei Continental-Cup-Rennen
| Nr. | Datum            | Ort       | Disziplin                      | Serie            |
| --- | ---------------- | --------- | ------------------------------ | ---------------- |
| 1.  | 26. Januar 2008  | Joulumae  | Sprint klassisch               | Scandinavian Cup |
| 2.  | 6. Februar 2013  | Madona    | 5 km klassisch Individualstart | Scandinavian Cup |
| 3.  | 7. Februar 2013  | Madona    | 10 km Freistil Massenstart     | Scandinavian Cup |
| 4.  | 9. Februar 2013  | Joulumae  | Sprint klassisch               | Scandinavian Cup |
| 5.  | 10. Februar 2013 | Joulumae  | Sprint Freistil                | Scandinavian Cup |
| 6.  | 10. Januar 2015  | Falun     | Sprint klassisch               | Scandinavian Cup |
| 7.  | 9. Januar 2016   | Östersund | 1 km Sprint klassisch 1        | Scandinavian Cup |
| 8.  | 12. März 2016    | Otepää    | 5 km klassisch Individualstart | Scandinavian Cup |

### Siege bei Ski-Classics-Rennen
| Nr. | Datum           | Ort                          | Rennen      | Disziplin                   |
| --- | --------------- | ---------------------------- | ----------- | --------------------------- |
| 1.  | 26. Januar 2020 | Val di Fiemme / Val di Fassa | Marcialonga | 70 km klassisch Massenstart |

## Platzierungen im Weltcup

### Weltcup-Statistik
Die Tabelle zeigt die erreichten Platzierungen im Einzelnen.
- 1.–3. Platz: Anzahl der Podiumsplatzierungen
- Top 10: Anzahl der Platzierungen unter den ersten zehn
- Punkteränge: Anzahl der Platzierungen innerhalb der Punkteränge
- Starts: Anzahl gelaufener Rennen in der jeweiligen Disziplin
- Hinweis: Bei den Distanzrennen erfolgt die Einordnung gemäß FIS.

| Platzierung         | Distanzrennen a | Distanzrennen a | Distanzrennen a | Distanzrennen a | Distanzrennen a | Skiathlon Verfolgung | Sprint | Etappen- rennen b | Gesamt | Team c | Team c  |
| Platzierung         | ≤ 5 km          | ≤ 10 km         | ≤ 15 km         | ≤ 30 km         | > 30 km         | Skiathlon Verfolgung | Sprint | Etappen- rennen b | Gesamt | Sprint | Staffel |
| ------------------- | --------------- | --------------- | --------------- | --------------- | --------------- | -------------------- | ------ | ----------------- | ------ | ------ | ------- |
| 1. Platz            |                 |                 |                 |                 |                 |                      |        |                   |        |        |         |
| 2. Platz            |                 |                 |                 |                 |                 |                      |        |                   |        |        |         |
| 3. Platz            |                 |                 |                 |                 |                 |                      |        |                   |        | 1      |         |
| Top 10              |                 |                 |                 |                 |                 |                      | 11     |                   | 11     | 9      | 2       |
| Punkteränge         | 2               | 2               |                 | 1               |                 | 2                    | 34     | 2                 | 43     | 10     | 2       |
| Starts              | 4               | 5               |                 | 3               |                 | 4                    | 57     | 4                 | 77     | 10     | 2       |
| Stand: Karriereende |                 |                 |                 |                 |                 |                      |        |                   |        |        |         |

### Weltcup-Gesamtplatzierungen
| Saison  | Gesamt | Gesamt | Distanz | Distanz | Sprint | Sprint |
| Saison  | Punkte | Platz  | Punkte  | Platz   | Punkte | Platz  |
| ------- | ------ | ------ | ------- | ------- | ------ | ------ |
| 2005/06 | 16     | 83.    | -       | -       | 16     | 51.    |
| 2006/07 | -      | -      | -       | -       | -      | -      |
| 2007/08 | 70     | 49.    | -       | -       | 70     | 32.    |
| 2008/09 | 48     | 65.    | -       | -       | 48     | 42.    |
| 2009/10 | 81     | 62.    | -       | -       | 81     | 32.    |
| 2010/11 | 39     | 67.    | -       | -       | 39     | 44.    |
| 2011/12 | 38     | 69.    | -       | -       | 38     | 45.    |
| 2012/13 | 72     | 57.    | 11      | 72.     | 61     | 33.    |
| 2013/14 | 76     | 62.    | 17      | 65.     | 41     | 45.    |
| 2014/15 | 144    | 46.    | -       | -       | 144    | 16.    |
| 2015/16 | 53     | 56.    | 20      | 50.     | 33     | 44.    |
| 2016/17 | 69     | 61.    | 3       | 88.     | 50     | 35.    |